# Народний депутат України
Наро́дний депута́т Украї́ни — особа, обрана до складу Верховної Ради України на депутатський мандат.
Основні положення щодо порядку виборів, прав і обов'язків народних депутатів України визначають статті 76-81 Конституції України.
Звання народного депутата із зазначенням порядкового номера скликання Верховної Ради України зберігається за ним довічно, за винятком дострокового припинення його повноважень.

## Кількість
У складі Верховної Ради України — чотириста п'ятдесят народних депутатів України, які обираються на основі загального, рівного і прямого виборчого права шляхом таємного голосування.

## Вимоги до кандидатів у народні депутати України
Народним депутатом України може бути обрано громадянина України, якому на день виборів виповнилося двадцять один рік, має право голосу і проживає в Україні протягом останніх п'яти років.
Не може бути обраним до Верховної Ради України громадянин, який має судимість за вчинення умисного злочину, якщо ця судимість не погашена і не знята у встановленому законом порядку.

## Вимоги щодонесумісностідепутатськогомандатаз іншими видами діяльності
Народні депутати України здійснюють свої повноваження на постійній основі.
Народні депутати України не можуть мати іншого представницького мандата, бути на державній службі, обіймати інші оплачувані посади, займатися іншою оплачуваною або підприємницькою діяльністю (крім викладацької, наукової та творчої діяльності), входити до складу керівного органу чи наглядової ради підприємства або організації, що має на меті одержання прибутку.
Вимоги щодо несумісності депутатського мандата з іншими видами діяльності встановлюються законом.
У разі виникнення обставин, що порушують вимоги щодо несумісності депутатського мандата з іншими видами діяльності, народний депутат України у двадцятиденний строк з дня виникнення таких обставин припиняє таку діяльність або подає особисту заяву про складення повноважень народного депутата України.

## Присяга
Перед вступом на посаду народні депутати України складають перед Верховною Радою України таку присягу: 
|  | Присягаю на вірність Україні. Зобов'язуюсь усіма своїми діями боронити суверенітет і незалежність України, дбати про благо Вітчизни і добробут Українського народу. Присягаю додержуватися Конституції України та законів України, виконувати свої обов'язки в інтересах усіх співвітчизників. |

Присягу зачитує найстарший за віком народний депутат України перед відкриттям першої сесії новообраної Верховної Ради України, після чого депутати скріплюють присягу своїми підписами під її текстом.
Відмова скласти присягу має наслідком втрату депутатського мандата.
Повноваження народних депутатів України починаються з моменту складення присяги.

## Повноваження та статус народного депутата України
Статус народного депутата визначається законами України «Про статус народного депутата України», «Регламент Верховної Ради України» [Архівовано 6 жовтня 2014 у Wayback Machine.], «Про комітети Верховної Ради України» від 1995 р [Архівовано 18 січня 2013 у Wayback Machine.]., та Конституцією України. Народний депутат наділений правом законодавчої ініціативи, яке реалізується через внесення проєктів законів, поправок пропозицій до законопроєктів, проєктів актів Верховної ради. Свої проєкти законів народний депутат подає до апарату Верховної ради, а поправки та пропозиції до законопроєктів, які розглядає Верховна Рада, до апарату чи відповідного профільного комітету. Після реєстрації проєкту закону Голова Верховної Ради чи один із заступників надсилають його до відповідного профільного комітету. У комітеті здійснюється попередній розгляд проєкту закону. За результатами розгляду комітет ухвалює рішення про доцільність включення проєкту закону до порядку денного сесії, у такому випадку протягом 30 днів Верховна Рада розглядає питання про внесення його до порядку денного сесії і проєкт закону розглядають за процедурою трьох читань. Або приймають рішення про повернення проєкту закону народному депутату без внесення його до порядку денного сесії ч. 1 ст. 94 Регламенту Верховної Ради.
Для реалізації права законодавчої ініціативи депутат наділений такими правами. (перелік не повний) ст. 19; п. 1, ч. 4, ст. 14 Закону України «Про статус народного депутата України»

- На вимогу народного депутата посадові особи органів державної влади, органів місцевого самоврядування, державних підприємств, установ та організацій зобов'язані забезпечити його консультаціями відповідних фахівців з питань депутатської діяльності і надати їх невідкладно, а за відсутності такої можливості — не пізніш як у п'ятиденний строк, необхідну інформацію та документацію.
- Апарат Верховної Ради України зобов'язаний забезпечити народного депутата актами Верховної Ради України, а на вимогу народного депутата також актами Президента України, нормативно-правовими актами Кабінету Міністрів України та інших центральних органів виконавчої влади, рішеннями Конституційного Суду України, Верховного Суду України, офіційними матеріалами Рахункової палати і Центральної виборчої комісії. Органи влади Автономної Республіки Крим, органи державної влади та органи місцевого самоврядування при зверненні народного депутата зобов'язані надати йому офіційні матеріали щодо своєї діяльності.
- Народний депутат має право знайомитися з будь-якою конфіденційною та таємною інформацією з питань депутатської діяльності. Доступ до державної таємниці усіх ступенів секретності надається після взяття народним депутатом письмового зобов'язання щодо збереження державної таємниці.
- Вносити пропозиції про розгляд на засіданнях відповідного комітету, тимчасової спеціальної чи тимчасової слідчої комісії будь-якого питання, що належить до їх компетенції, а також брати участь в обговоренні питань, що вносяться на розгляд комітету, тимчасової спеціальної чи тимчасової слідчої комісії.

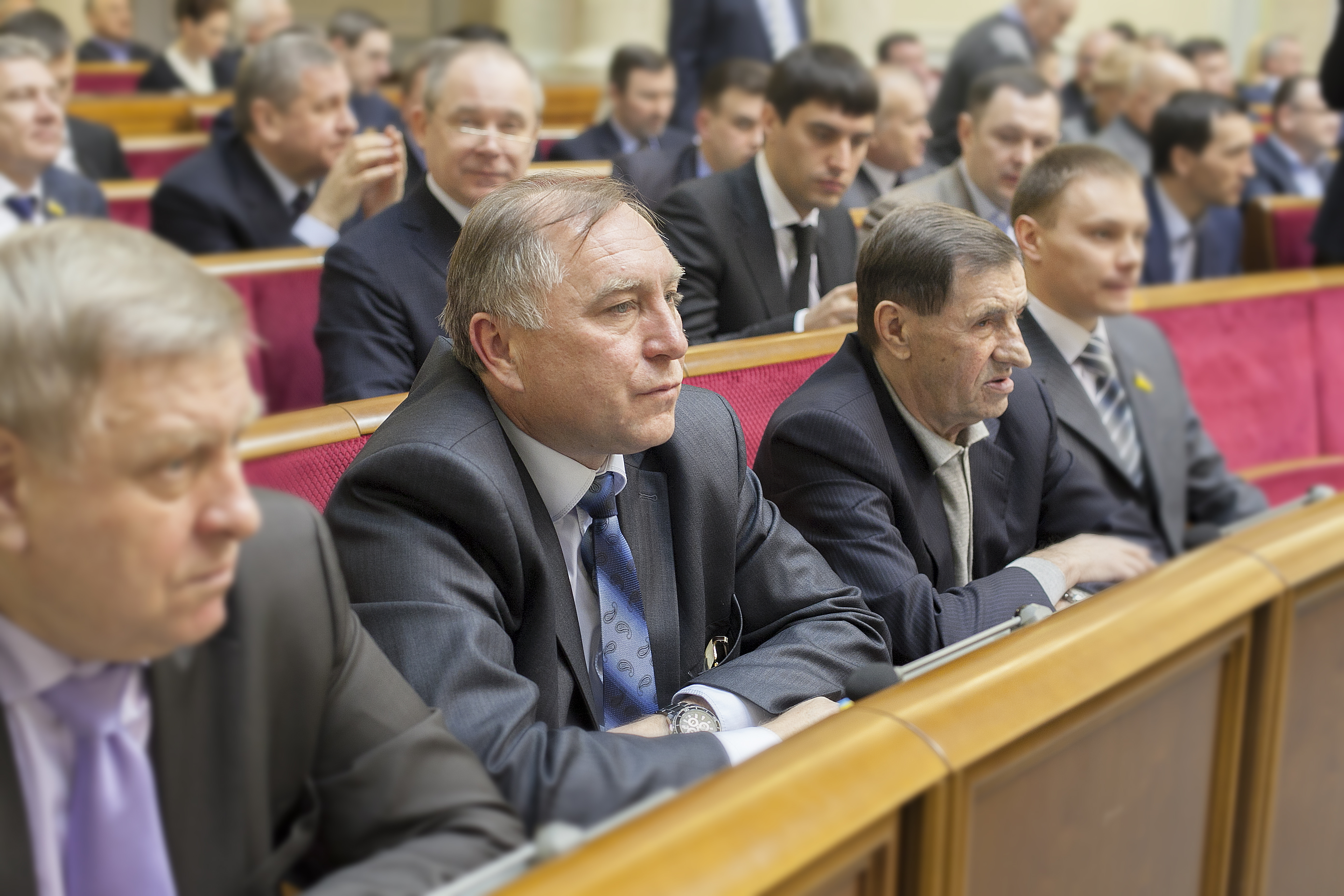
Народні депутати України у залі Верховної ради під час засідань

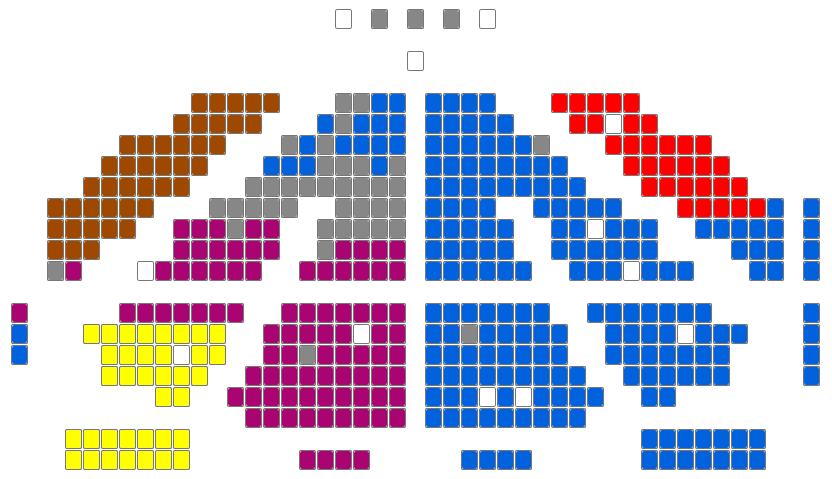
Розподіл місць народних депутатів 7 скликання України в залі Верховної ради в залежності від депутатських політичних фракцій

Верховна Рада працює сесійно ч. 1 ст. 9 Регламенту Верховної Ради України. Перший і третій тиждень кожного місяця сесії Верховної Ради проводяться у формі пленарних засідань, другий тиждень депутати проводять на засіданнях парламентських комітетів, та тимчасових слідчих комісій, четвертий тиждень кожного місяця відведений для роботи з виборцями. Пленарні засідання Верховної Ради проводяться у вівторок середу четвер та п'ятницю. Друга половина середи тижня пленарних засідань відводиться для роботи народних депутатів у комісіях, та тимчасових слідчих комісіях Верховної Ради. понеділок та друга половина п'ятниці тижня пленарних засідань надаються народним депутатам для виконання повноважень пов'язаних з виконанням депутатських обов'язків ч. 1 ст. 19 Регламенту Верховної Ради України
Для виконання обов'язків пов'язаних з виконанням депутатських повноважень та роботи з виборцями депутат на ділений широким спектром повноважень ст. 15-17 Закону України «Про статус народного депутата України»
- Правом депутатського звернення та депутатського запиту.
- Правом невідкладного прийому з питань депутатської діяльності посадовими особами органів державної влади та місцевого самоврядування підприємств установ організацій розташованих на території України незалежно від форми власності.
- Народний депутат діючого скликання, при пред'явленні посвідчення народного депутат користується правом безперешкодного відвідування органів державної влади місцевого самоврядування, підприємств установ незалежно від форми власності, огляд обшук речей народного депутата забороняється, за винятком об'єктів щодо яких встановлений режим секретності чи спеціальний режим (атомні електростанції, установи виконання покарань, тощо). Згідно з рішенням Конституційного суду України № v012р710-03 [Архівовано 21 серпня 2012 у Wayback Machine.] відвідування таких об'єктів здійснюється з додержанням режиму доступу до цих об'єктів, наприклад отримання спеціального дозволу у керівника об'єкта, при цьому дозволяється огляд речей, обшук народного депутата. Безперешкодне відвідування установ виконання покарань забороняється, за винятком якщо у народного депутата призначено побачення з засудженим, при цьому здійснюється огляд речей обшук народного депутата.(правом відвідувати установи виконання покарань, та місця попереднього утримання підозрюваних у вчиненні злочинів без попереднього повідомлення про час і мету таких відвідин наділений Уповноважений Верховної Ради України з прав людини, хоча він і не є Народним депутатом, а посадовою особою яка обирається Верховною Радою України)
- Народний депутат має право порушувати питання про необхідність проведення перевірок дотримання законів органами державної влади місцевого самоврядування підприємств, установ, організацій незалежно від форм власності.
- Народний депутат має право брати участь у розгляді органами державної влади місцевого самоврядування пропозицій та вимог виборців які до нього звернулись, і інших питань пов'язаних з виконанням депутатських обов'язків.

Прописавши широкий спектр повноважень у законі Про Статус Народного Депутата [Архівовано 6 вересня 2013 у Wayback Machine.] в 1993 р. народні депутати не деталізували поняття роботи з виборцями (на неї виділено четвертий тиждень, понеділок та друга половина п'ятниці тижня пленарних засідань сесії Верховної ради, третина робочого часу народного депутата). Народні депутати не ведуть ні обліку прийнятих громадян та не інформують громадян про місце і графік прийому народного депутата.
Також народний депутат має право брати участь та ініціювати парламентські слухання у Верховній раді ст. 233—236 Регламенту Ради. Брати участь у обговореннях кандидатур які призначаються чи згода на призначенні яких дається Верховною Радою ст. 212; ч. 2,ст. 209… Регламенту Верховної Ради. Брати участі у розгляд Верховною Радою питання про відповідальність Кабінету Міністрів України (за результатами якого Уряд може бути відправлений у відставку) ст. 232 Регламенту Верховної Ради. Слуханнях щодо виконання державного Бюджету

## Недоторканність
Статтею 80 Конституції України народним депутатам України гарантується депутатська недоторканність, проте, це не означає що депутат не може бути притягнений до кримінальної чи адміністративної відповідальності, чи ніхто не може припинити неправомірні дії народного депутата, наприклад, зупинка транспортного засобу працівником Державтоінспекції у разі порушення ним правил дорожнього руху, або необхідна інша оборона від суспільно небезпечних зазіхань народного депутата, тощо. Щодо кримінальної відповідальності існує спеціальна процедура кримінального провадження щодо народного депутата. Згідно з п. 14 ч. 1, ст. 3 Кримінально Процесуального Кодексу від 2012 р. «притягнення до кримінальної відповідальності… починається з моменту повідомлення особі про підозру у вчиненні кримінального правопорушення». Згідно зі ст. 276 КПК повідомлення про підозру обов'язково здійснюється у випадках: затримання особи на місці вчинення кримінального правопорушення чи безпосередньо після його вчинення, у разі обрання до особи одного з запобіжних заходів, наявності достатніх доказів для підозри особи у вчиненні кримінального правопорушення. Письмове повідомлення про підозру народного депутата здійснює генеральний прокурор України ст. 481 КПК, досудове розслідування кримінальних правопорушень народних депутатів здійснює державне бюро розслідувань. ст. 216 КПК. Тобто державне бюро розслідувань може розпочати досудове розслідування щодо народного депутата, а за наявності достатніх доказів для підозри народного депутата у вчиненні кримінального правопорушення Генеральний прокурор вносить до Верховної Ради подання про надання згоди Верховною Радою на притягнення народного депутата до кримінальної відповідальності. ст. 218 Регламенту Верховної Ради [Архівовано 21 вересня 2013 у Wayback Machine.]. В досудовому слідстві не можуть проводитись тільки слідчі дії щодо народного депутата, ч. 3 ст. 482 КПК, а щодо інших учасників справи вони можуть проводитись для збирання доказової бази по справі. Таким чином за новим КПК народний депутат може бути позбавлений депутатської недоторканності в (частині кримінальної відповідальності) уже на стадії досудового розслідування. За Кримінально Процесуальним Кодексом від 1961 р. Верховна Рада надавала згоду на притягнення депутата до кримінальної відповідальності тільки по закінченні досудового слідства за результатами якого слідчим складався обвинувальний акт щодо народного депутата на підставі якого відповідний прокурор вносив подання до Верховної ради про притягнення до кримінальної відповідальності народного депутата. Притягнення до кримінальної відповідальності згідно з новим КПК починається уже з моменту повідомлення про підозру, яке виноситься на етапі досудового розслідування (по суті це є пред'явлення обвинувачення за КПК 1961 р.) Після надання згоди на притягнення народного депутата до кримінальної відповідальності і закінчення досудового слідства відбувається судовий розгляд кримінальної справи, який закінчується виправдувальним або обвинувальним вироком.
Щодо притягнення народного депутата до адміністративної відповідальності, то він може бути притягнений до адміністративної, щодо нього може скластись протокол про адміністративне правопорушення за винятком притягнення до адміністративної відповідальності в вигляді адміністративного арешту, громадських чи виправних робіт (рішення Конституційного суду України) На притягнення до адміністративної відповідальності у вигляді адміністративного арешту, громадських чи виправних робіт, також потрібна згода Верховної Ради. У решті випадків у цивільних, господарських, кримінальних справах що стосуються особисто народного депутата, має такий самий правовий статус як звичайні громадянин, за винятком примусового його приводу до суду, у разі нез'явлення його в судове засідання без поважних причин за судовою повісткою. Народний депутат може бути відповідачем у суді за цивільними справами, господарськими справами. Кожен може припинити неправомірне зазіхання народного до депутата щодо майна життя та здоров'я, честі та гідності, його чи інших громадян.
Народні депутати України не несуть юридичної відповідальності за результати голосування або висловлювання у парламенті та його органах, за винятком відповідальності за образу чи наклеп.
Народним депутатам України гарантується депутатська недоторканність, народні депутати України не можуть бути без згоди Верховної Ради України притягнені до кримінальної відповідальності, затримані чи заарештовані (йдеться про адміністративний арешт і арешт як вид кримінального покарання) ст. 80 Конституції України. Але норми конституції теж саме стосується ст. 80 не є надто деталізована та конкретизовані, їх деталізує та конкретизує законодавча та підзаконна нормативно-правова база. «Дослова» ч. 4 ст. 41 Конституції України теж гарантує «непорушність приватної власності», тому багато хто маніпулює словом недоторканність.

## Заробітна платня
20 Жовтня 2016 року депутати прийняли проєкт постанови за яким суттєво збільшується заробітня платня депутату. Рішення було підтримане 230 голосами, не підтримали зміни Партія «Самопоміч», Батьківщина та Партія Олега Ляшка. Доповнення до постанови визначило нові розміри посадових окладів парламентаріїв. За постановою, оклади нардепів розраховуються з мінімальної зарплати в Україні — 1450 гривень, (станом на жовтень 2016 р.) Зарплата голови Верховної Ради становить тридцять мінімальних зарплат, у заступників голови 28 мінімальних зарплат. Керівники парламентських фракцій і комітетів — 27 мінімальних зарплат. Заступникам керівників фракцій — 26 мінімальних зарплат. Звичайні народні депутати в Верховній Раді, що входять в комітети, з 2017 року за проєктом отримали високі оклади — 25 мінімальних зарплат. Для оплати праці помічників-консультантів, незалежно від їх кількості, народному депутату встановлюється загальний місячний фонд у межах 16 мінімальних заробітних плат, що в сумі складає витрату в 41 мінімальну зарплату (59 тис. грн на міс.) на функціонування депутата з помічниками. Кількість оплачуваних помічників депутата може бути різною, так, VII скликання мало 1269 оплачуваних помічників, що за станом колишньої заробітної плати становило в оплаті 107 млн грн на помічників.

## Припинення повноважень
Повноваження народних депутатів України припиняються одночасно з припиненням повноважень Верховної Ради України.
Повноваження народного депутата України припиняються достроково в разі:
1. складення повноважень за його особистою заявою;
2. набрання законної сили обвинувальним вироком щодо нього;
3. визнання його судом недієздатним або безвісно відсутнім;
4. припинення його громадянства або його виїзду на постійне проживання за межі України;
5. якщо протягом двадцяти днів з дня виникнення обставин, які призводять до порушення вимог щодо несумісності депутатського мандата з іншими видами діяльності, ці обставини ним не усунуто;
6. у разі розпуску (саморозпуску) парламенту;
7. його смерті.

Повноваження народного депутата України припиняються достроково також у разі дострокового припинення відповідно до Конституції України повноважень Верховної Ради України — в день відкриття першого засідання Верховної Ради України нового скликання.
У разі набрання законної сили обвинувальним вироком суду щодо народного депутата України, визнання народного депутата України недієздатним або безвісно відсутнім його повноваження припиняються з дня набрання законної сили рішенням суду, а в разі смерті народного депутата України — з дня смерті, засвідченої свідоцтвом про смерть.

## Історія
Уперше термін «депутат», як член українського парламенту з'явився згідно з конституцією УРСР 1937 року. Тоді депутати обиралися по виборчих округах на строк 4 роки за нормою один депутат на сто тисяч населення. Згідно конституції 1978 року 650 депутатів обиралися строком на 5 років по виборчих округах з рівною кількістю населення. Там же уперше був указаний термін народний депутат, проте не безпосередньо щодо Верховної Ради. Зміна конституції від 27 жовтня 1989 року закріпила кількість депутатів 450 та термін саме народний депутат Української РСР як члена Верховної Ради. Закон від 17 вересня 1991 замінив у конституції слова Українська РСР на Україна, тобто відтоді буквально затвердилася нинішня повна назва члена українського парламенту.